# Leapmotor C16
Leapmotor C16 – elektryczny i hybrydowy samochód osobowy typu SUV klasy wyższej produkowany pod chińską marką Leapmotor od 2024 roku.

## Historia i opis modelu

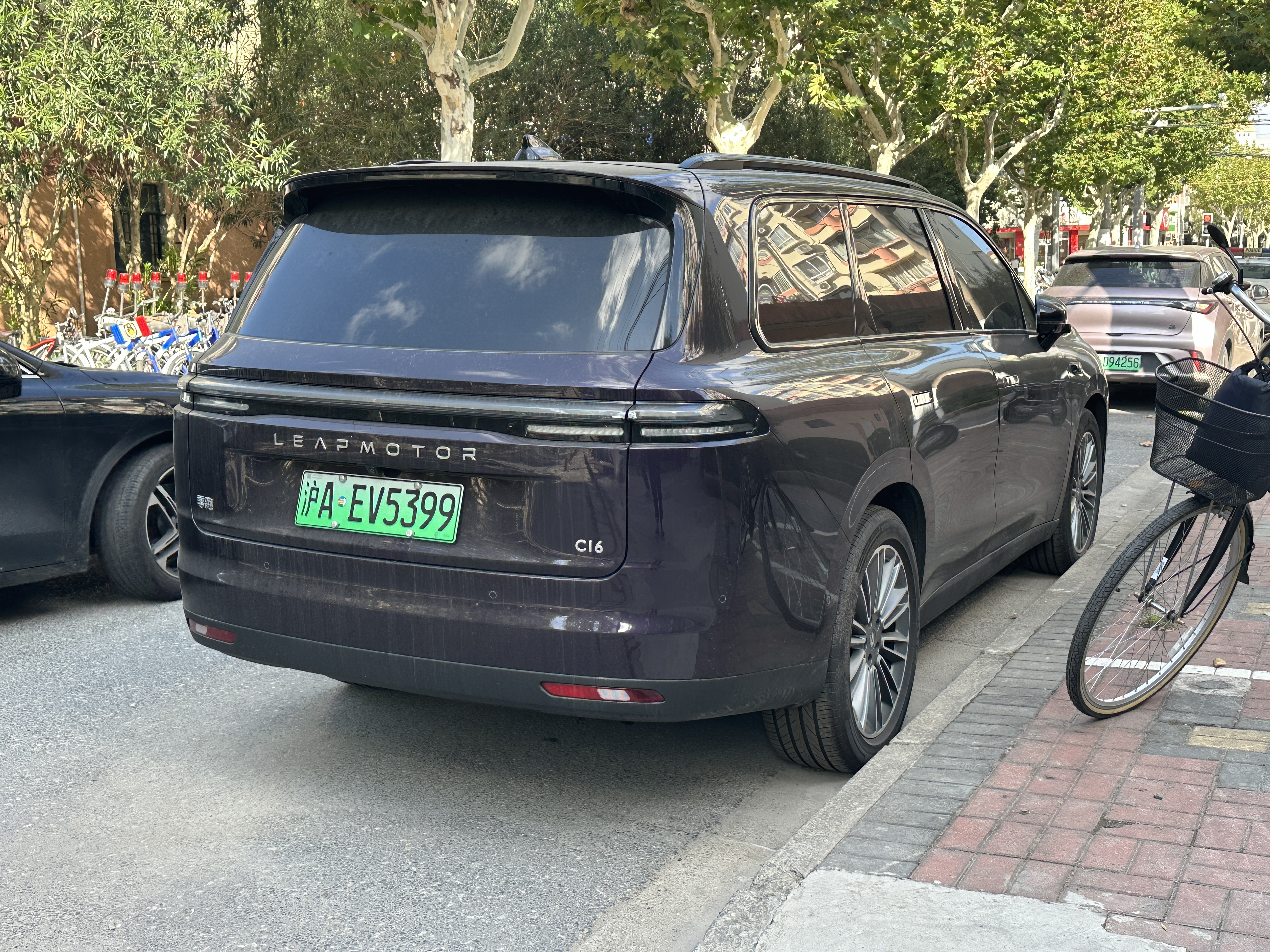
Leapmotor C16 – tył

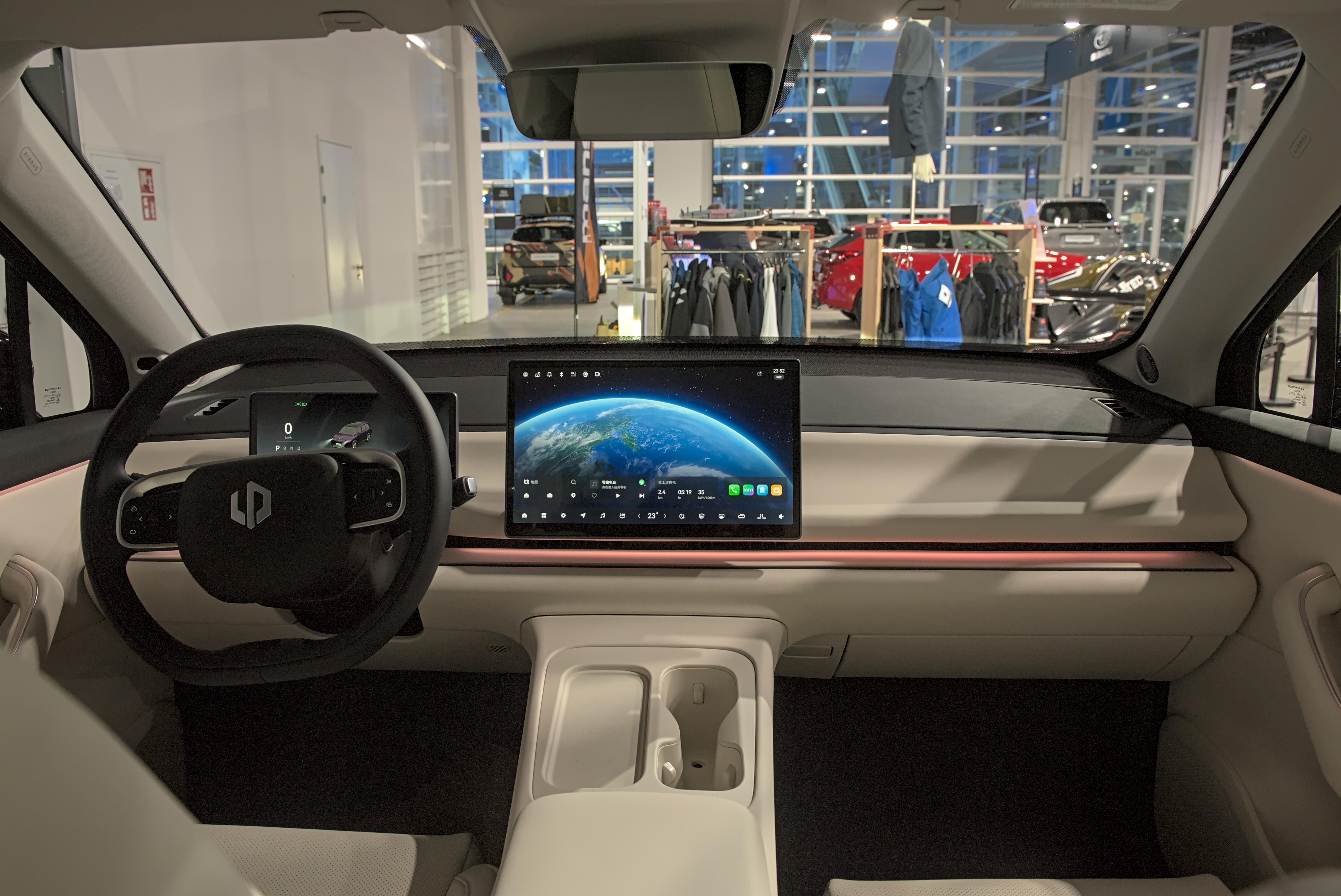
Leapmotor C16 - kokpit

W kwietniu 2024 podczas międzynarodowych targów samochodowych w Pekinie odbyła się premiera trzeciego, największego SUV-a w ofercie Leapmotor stanowiącego odpowiedź m.in. na produkty firmy Li Auto. C16 powstał jako powiększona odmiana przedstawionego przed rokiem modelu Leapmotor C10, współdzieląc z nim charakterystyczne kanciaste proporcje i stylistykę przedniej części nadwozia. Dla różnicy, C16 otrzymał większy rozstaw osi, dłuższe nadwozie i bardziej foremnie ukształtowaną tylną część nadwozia.
Kabina pasażerska została utrzymana w minimalistycznej estetyce z dominującymi jasnymi materiałami wykończeniowymi, na czele z 14,6-calowym ekranem dotykowym systemu multimedialnego na środku deski rozdzielczej. Ponadto, wyświetlacz z cyfrowymi zegarami znalazł się przed kierowcą, z kolei dla pasażerów tylnego rzędu siedzeń przewidziano opuszczany ekran o przekątnej 15,6 cala. Producent zastosował także 21-głośnikowy system audio, z kolei kanciasta kabina pasażerska umożliwiła przetransportowanie do 6 pasażerów w układzie siedzeń 2+2+2.

### Sprzedaż
Podobnie jak pokrewny C10, tak i Leapmotor C16 powstał jako model skierowany do globalnych rynków zbytu. W pierwszej kolejności sprzedaż uruchomiono na wewnętrznym rynku chińskim tuż po premierze na pekińskim salonie w kwietniu 2024, w ciągu pierwszej doby znajdując 12 tysięcy nabywców.

### Dane techniczne
Wzorem innych modeli w gamie Leapmotor, tak i C16 powstało z myślą o dwóch rodzajach napędu: elektrycznym i hybrydowym. Pierwszą specyfikację utworzył silnik o mocy 288 KM pozwalający na osiągnięcie do 160 km/h prędkości maksymalnej, z baterią 67 kWh oferującą do 520 kilometrów zasięgu według chińskiej procedury pomiarowej CLTC. Wariant hybrydowy napędził 1,5 litrowy silnik benzynowy o mocy 94 KM i jednostka elektryczna o mocy 228 KM, oferując do 230 kilometrów zasięgu w pełni elektrycznym trybie.